# Cardielos
Cardielos é uma povoação portuguesa do Município de Viana do Castelo que foi sede da extinta Freguesia de Cardielos, freguesia que tinha 3,88 km² de área e 1 309 habitantes (2011), e, por isso, uma densidade populacional de 337,4 hab/km².
A Freguesia de Cardielos foi extinta (agregada) pela reorganização administrativa de 2012/2013, tendo o seu território sido integrado na então criada União de Freguesias de Cardielos e Serreleis.

## Património

### São Tiago de Cardielos
A igreja matriz da freguesia é conhecida como São Tiago de Cardielos, sendo a este santo consagrada.

### Torre de D. Sapo e as Azenhas de D. Prior
Esta antiga torre, também chamada Torre de Moure, foi demolida em 1819 por António Fernando de Araújo de Azevedo, Abade de Lóbrigos, irmão de António de Araújo e Azevedo, e Director de Obras Públicas da Província do Minho.
A pedra da torre serviu para construção das azenhas que viriam a ser chamadas de Azenhas de D. Pior, construção envolta em conflicto com donos de azenhas vizinhas que o Abade mandou demolir, acusado de abuso do cargo para lucro próprio. Tendo parado de moer somente em 1930, os moinhos hoje integram o Centro de Monitorização e Interpretação Ambiental de Viana do Castelo.

#### Lenda de D. Sapo
Segundo a tradição oral local, antes da demolição a antiquíssima Torre de D. Sapo pertenceria a um D. Florentim Barreto, alcunhado de D. Sapo, que tiranizava os seus súbditos com pesadas colectas, nas quais se incluía a primeira noite com as recém-casadas. Na manhã seguinte, ainda teria o noivo de pagar tributo em colheita, em especial feijões, para poder reaver a noiva, tornando-se "levaste os feijões ao Florentim?" uma forma de provocação entre os locais que sobreviveria à própria torre.
Continua a lenda, de que D. Sapo teria imposto o seu direito sobre a noiva de um cardielense que, insatisfeito, foi com seus conterrâneos queixar-se ao rei de um Sapo que importunava mulheres casadas da terra. O rei, insciente da alusão, mandou matar o tal sapo, e com o cumprimento do decreto terá sido o fim de D. Sapo.

### Solar dos Mendes Aranhas
Terá havido também nesta localidade um imponente solar brasonado dos Mendes Aranhas, descendentes de Domingos Martins Mendes.

## População
| População da freguesia de Cardielos | População da freguesia de Cardielos | População da freguesia de Cardielos | População da freguesia de Cardielos | População da freguesia de Cardielos | População da freguesia de Cardielos | População da freguesia de Cardielos | População da freguesia de Cardielos | População da freguesia de Cardielos | População da freguesia de Cardielos | População da freguesia de Cardielos | População da freguesia de Cardielos | População da freguesia de Cardielos | População da freguesia de Cardielos | População da freguesia de Cardielos |
| ----------------------------------- | ----------------------------------- | ----------------------------------- | ----------------------------------- | ----------------------------------- | ----------------------------------- | ----------------------------------- | ----------------------------------- | ----------------------------------- | ----------------------------------- | ----------------------------------- | ----------------------------------- | ----------------------------------- | ----------------------------------- | ----------------------------------- |
| 1864                                | 1878                                | 1890                                | 1900                                | 1911                                | 1920                                | 1930                                | 1940                                | 1950                                | 1960                                | 1970                                | 1981                                | 1991                                | 2001                                | 2011                                |
| 665                                 | 662                                 | 737                                 | 709                                 | 768                                 | 666                                 | 746                                 | 844                                 | 1 006                               | 1 077                               | 1 046                               | 1 143                               | 1 162                               | 1 279                               | 1 309                               |

| Distribuição da População por Grupos Etários | Distribuição da População por Grupos Etários | Distribuição da População por Grupos Etários | Distribuição da População por Grupos Etários | Distribuição da População por Grupos Etários | Distribuição da População por Grupos Etários | Distribuição da População por Grupos Etários | Distribuição da População por Grupos Etários | Distribuição da População por Grupos Etários | Distribuição da População por Grupos Etários |
| -------------------------------------------- | -------------------------------------------- | -------------------------------------------- | -------------------------------------------- | -------------------------------------------- | -------------------------------------------- | -------------------------------------------- | -------------------------------------------- | -------------------------------------------- | -------------------------------------------- |
| Ano                                          | 0-14 Anos                                    | 15-24 Anos                                   | 25-64 Anos                                   | > 65 Anos                                    |                                              | 0-14 Anos                                    | 15-24 Anos                                   | 25-64 Anos                                   | > 65 Anos                                    |
| 2001                                         | 207                                          | 206                                          | 653                                          | 213                                          |                                              | 16,2%                                        | 16,1%                                        | 51,1%                                        | 16,7%                                        |
| 2011                                         | 180                                          | 143                                          | 701                                          | 285                                          |                                              | 13,8%                                        | 10,9%                                        | 53,6%                                        | 21,8%                                        |